# Amenhotep, Hapu fia

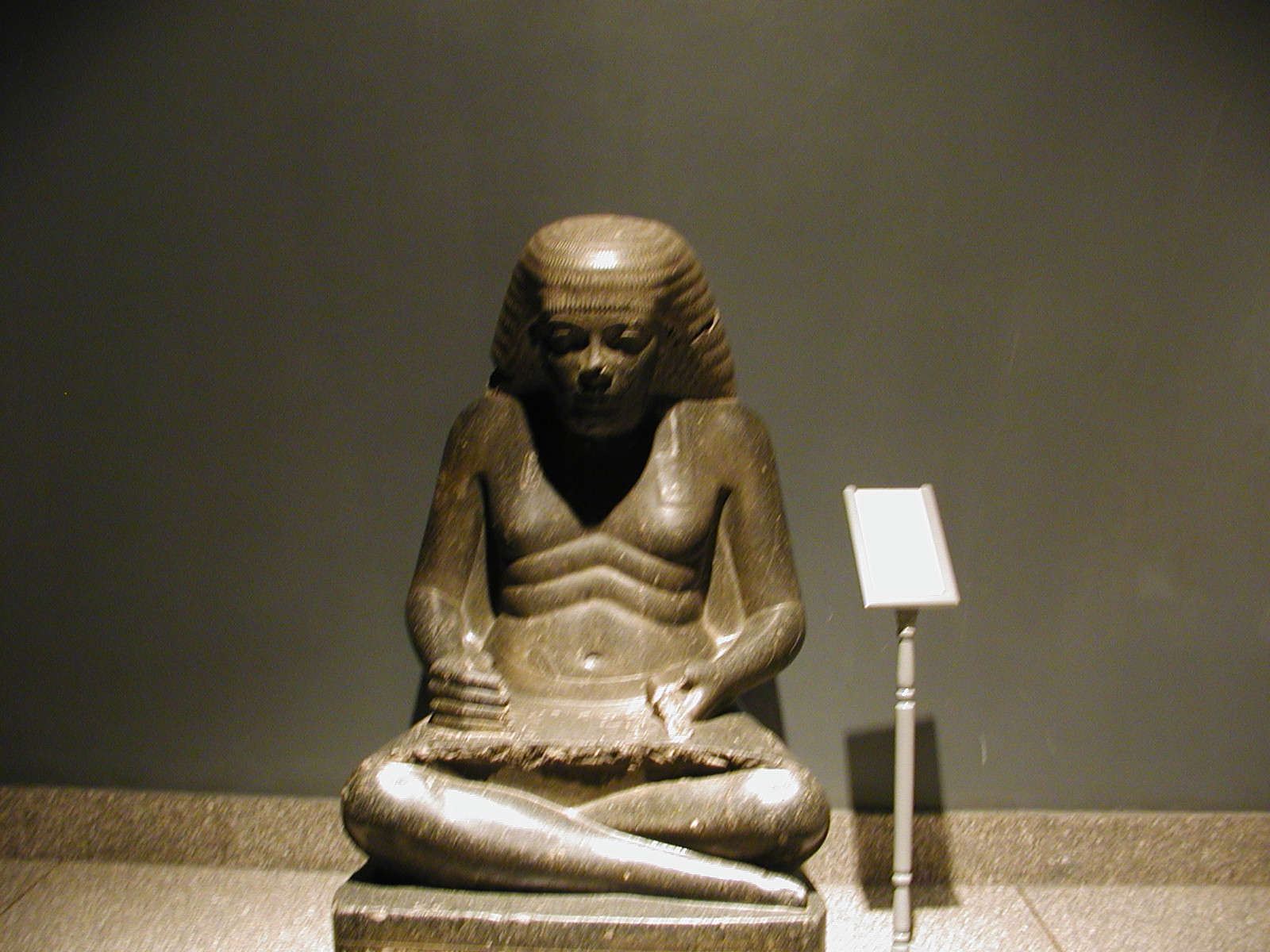
Amenhotep szobra

Amenhotep, Hapu fia ókori egyiptomi nemesember, III. Amenhotep nagyszabású építkezéseinek vezetője. Pályáját egyszerű katonai írnokként kezdte, alacsony sorból kiemelkedve vált a fáraó nagy kegyben álló tanácsadójává és számos magas rang birtokosává. Több mint ezer évvel halála után, a ptolemaida korban már istenként tisztelték.

## Élete
Közrendű családba született az alsó-egyiptomi Athribiszben (egyiptomi nevén Hut-heri-ib), valószínűleg III. Thotmesz uralkodásának vége felé. Apját Hapunak hívták, anyját Itunak. Később egyes családtagjai is fontos pozíciót töltöttek be: Amenhotep nevű rokona a fáraó memphiszi háznagya lett, Ramosze pedig vezír.
III. Amenhotep uralkodása alatt először katonai pályán haladt egyre feljebb a rangsorban; először sorozási írnokként szolgált (a fáraó katonai és más jellegű építkezéseihez biztosította és osztotta el a munkaerőt), majd őt bízták meg a Nílus-deltában azzal, hogy őrséget állítson fel a Nílus egyes mellékágainál, szemmel tartva a Földközi-tenger felől érkezőket, szárazföldön pedig az országba érkező nomád törzseket. Egyik szobrán tábornokként említik.
Később kinevezték királyi írnokká, majd „a fáraó minden építkezésének felügyelőjévé”. Ebben a minőségében ő irányította III. Amenhotep hatalmas építkezéseit, köztük a karnaki templomegyüttes bővítését, a luxori templom és III. Amenhotep halotti temploma – az ókori Egyiptom legnagyobb temploma – építését. Ő hozatta a Héliopolisz közelében található Dzsu Deser (Dzsebel el-Ahmar, az egyiptomi és az arab jelentése egyaránt: Vörös-hegy) bányából a ma Memnón-kolosszusok néven ismert két hatalmas kőszoborhoz való követ. Abban az egyedülálló kegyben részesült, hogy saját, a fáraóéra néző halotti templomot építettek neki. Szintén a fáraó kegyéből a karnaki templomban hírvivő lehetett, az emberek az ő szobrához is imádkozhattak, hogy közvetítse kérésüket az istenekhez.
A 30. uralkodási évben ő szervezte meg a fáraó első szed-ünnepét is. Nagyjából ugyanebben az időben kinevezték Szitamon hercegnő-királyné háznagyává és birtokainak felügyelőjévé. Amenhotep, Hapu fia nem sokkal a fáraó második jubileuma után halhatott meg, nyolcvanéves kora körül. Sírja, melyet az 1970-es években fedeztek fel, hosszú ideig istállóként szolgált, így rossz állapotban maradt fenn.
Valószínűsíthető, hogy rokonszenvezett a III. Amenhotep uralma alatt egyre erősödő és a fáraó istenítésével egyre inkább egybemosódó Nap-kultusszal, melyben már ott rejtőztek az Ehnaton által bevezetett Amarna-reformok magvai. Mindez azonban nem jelentette, hogy egyistenhívő lett volna, és Manethón írásai szerint öngyilkosságot követett el, mert nem értett egyet Ehnaton reformjaival.

## Halotti temploma
Amenhotep szimmetrikus alaprajzú halotti temploma a legnagyobb olyan halotti templom volt, amely nem királyi családtag számára épült; nagyobb volt, mint egyes fáraóké. A templom III. Amenhotepétől nyugatra épült. Bejárati pülónja mögött fákkal körülvett medence helyezkedett el, rámpa vezetett fel második pülónjáig, mely előtt oszlopsor állt. Ezután egy kisebb udvar következett, melyet kétoldalról oszlopsor vett körül, ez vezetett magába a templomba. Az oszlopos udvarból kétoldalt négy-négy helyiség nyílt; maga a belső templom több helyiségből állt.

## Tisztelete
Halála után nagy bölcsként emlékeztek rá. A ptolemaida korban a gyógyítás isteneként tisztelték, és kultuszának kápolnát építettek a Deir el-Bahari templomnál. Itt álló szobrán idősként és fiatalemberként is ábrázolják.